# Reforma systemu oświaty z 1961 roku
Reforma systemu oświaty z 1961 roku – reforma wprowadzona Ustawą z dnia 15 lipca 1961 r. o rozwoju systemu oświaty i wychowania.
Ustawowo wydłużono obowiązkowy okres nauki w szkole podstawowej. Przedłużenie nauki z siedmiu do ośmiu lat miało na celu m.in. lepsze przygotowanie uczniów do dalszego kształcenia i zdobywania kwalifikacji zawodowych. Oprócz tego wprowadzono nowe programy kształcenia w klasach V-VII, a w roku szkolnym 1966/67 zorganizowano klasę ósmą, do której jako pierwsi poszli uczniowie z rocznika 1952. Odtąd obowiązkiem szkolnym objęta była nauka w zakresie ośmiu klas szkoły podstawowej.
Zmianą w systemie oświaty zajął się w dniach 12–20 stycznia 1961 r. Komitet Centralny PZPR na VII Plenum: O reformie szkolnictwa podstawowego i średniego.
Przygotowując reformę, zanim zatwierdzono ustawę, Ministerstwo Oświaty wydało 28 kwietnia 1961 roku wytyczne w sprawie opracowania sieci 8-klasowych szkół podstawowych. Zgodnie z tymi wytycznymi modelem szkoły, według którego należy kształtować organizację nauczania w zreformowanej szkole podstawowej jest szkoła pełna, wysoko zorganizowana z siedmioma i więcej nauczycielami, oraz taka, do której uczęszcza co najmniej 200 uczniów. W myśl wytycznych Ministerstwa Oświaty szkoła zreformowana pracuje jako pełna szkoła ośmioklasowa albo szkoła realizująca program klas l–IV, a następnie przekazująca uczniów kończących klasę IV do szkół zbiorczych, położonych najbliżej ich miejsca zamieszkania.
1 lipca 1963 r. Minister Oświaty Wacław Tułodziecki wydał Zarządzenie w sprawie wprowadzenia programu nauczania ośmioklasowej szkoły podstawowej (Dziennik Urzędowy Ministerstwa Oświaty Nr 9 poz. 90 z 1963), które regulowało nauczanie i wychowanie w 8-klasowej szkole podstawowej.
Wdrażając reformę Minister Oświaty 16 marca 1964 wydał Zarządzenie zawierające Instrukcję w sprawie organizacji roku szkolnego 1964/65.
25 września 1965 r. z mocą wsteczną od 1 września 1965 r. Minister Oświaty wydał Zarządzenie w sprawie dostosowania organizacji szkół ogólnokształcących i zawodowych do zmian wynikających z Ustawy o rozwoju systemu oświaty i wychowania (M.P. z 1965 r. nr 54, poz. 282, str. 579-581).